# Neues aus Uhlenbusch
Neues aus Uhlenbusch ist eine Kinder- und Jugendserie über das Leben in einem Bauerndorf in Norddeutschland. Die 40 Episoden der Serie wurden von 1977 bis 1982 vom ZDF produziert und ausgestrahlt.

## Beschreibung
Die Geschichten um die Kinder des fiktiven Ortes Uhlenbusch wurden in mehreren norddeutschen Gemeinden gedreht, unter anderem in Rehburg-Loccum, Wiedensahl, Evessen, Bornum am Elm, Königslutter am Elm, Schöningen und Räbke. Anmoderiert wurden die einzelnen Episoden von den Kindern, die die Hauptrollen spielten. Von den vielen Kinderdarstellern ist Moritz Bleibtreu auch heute noch einem größeren Publikum bekannt. Weitere bekannte Darsteller waren Hans Peter Korff als der naiv-freundliche Briefträger Onkel Heini (Heinrich Lüders), Trude Breitschopf als Oma Piepenbrink, Uwe Dallmeier als Bauer Brömmelkamp und Hildegard Wensch als Tante Appelboom.
Die Regie führte unter anderem Thomas Draeger; es assistierte Barbara Schubert. Die Autoren der Serie waren Monica Bleibtreu, Rainer Boldt, Karlhans Frank, Bernhard Frey, Herbert Günther, Hans Peter Korff, Ingrid Kötter und Josef Rödl.
Tatsächlich existieren zwei Orte mit dem Namen Uhlenbusch: einer in der Stadt Elsfleth im Landkreis Wesermarsch in Niedersachsen und der andere bei Mölln im Kreis Herzogtum Lauenburg in Schleswig-Holstein.
Das Titellied der Sendung stammt von Graziano Mandozzi, es war sehr eingängig, vor allem der Refrain Auweia, auweia, der Hahn legt keine Eier.

## Veröffentlichung
Die Erstausstrahlung fand am 24. Dezember 1977 mit der Episode Bierlisa statt. Am 4. April 1978 wurden drei Folgen in einer Sendung im Abendprogramm gesendet. Am 9. April des gleichen Jahres wurde die Ausstrahlung mit weiteren Folgen der ersten Staffel fortgesetzt. Die Serie wurde später auf DVD herausgebracht.
1980 wurde der Kinofilm Neues aus Uhlenbusch – Ich hatte einen Traum in und um Bornum am Elm gedreht. Hierbei handelt es sich um drei Serienfolgen, die mit einer Rahmenhandlung zu einem abendfüllenden Film erweitert wurden. Auch dieser Kinofilm ist auf DVD erschienen.

## Auszeichnungen
- 1978: Prix Jeunesse International in der Kategorie Children’s Programmes[5]